# Skalarjevo brezno
Skalarjevo brezno je 1209 metrov globok in 8176 metrov dolg jamski splet na Kaninskih podih v Julijskih Alpah. Vhod v brezno leži na nadmorski višini 2328 metrov nad Domom Petra Skalarja.